# Praghiano
| Carbonifero                                                                                         | Mississippiano | Tournaisiano | Più recente |
| Devoniano                                                                                           | Superiore      | Famenniano   | 372,15±0,46 |
| Devoniano                                                                                           | Superiore      | Frasniano    | 382,31±1,36 |
| Devoniano                                                                                           | Medio          | Givetiano    | 387,95±1,04 |
| Devoniano                                                                                           | Medio          | Eifeliano    | 393,47±0,99 |
| Devoniano                                                                                           | Inferiore      |              |             |
| Devoniano                                                                                           | Emsiano        | 410,62±1,95  |             |
| Devoniano                                                                                           | Praghiano      | 413,02±1,91  |             |
| Devoniano                                                                                           | Lochkoviano    | 419,62±1,36  |             |
| Siluriano                                                                                           | Pridoliano     | -            | Più antico  |
| Suddivisione del sistema del Devoniano secondo la Commissione internazionale di stratigrafia (ICS). |                |              |             |

Nella scala dei tempi geologici, il Praghiano rappresenta il secondo dei tre stadi stratigrafici o età in cui è suddiviso il Devoniano inferiore, la prima delle tre epoche del periodo Devoniano, che a sua volta è il quarto dei sei periodi in cui è suddivisa l'era del Paleozoico.
Il Praghiano è compreso tra 411,2 ± 2,8 e 407,0 ± 2,8 milioni di anni fa (Ma), preceduto dal Lochkoviano e seguito dall'Emsiano.

## Etimologia
Il nome dello stadio Praghiano deriva da quello della città di Praga, nella Repubblica Ceca, e fu definito nel 1958 durante i lavori della Giornata di studi di Praga, insieme con la corrispondente Formazione di Praga.
 
Inizialmente lo stadio aveva una durata più lunga, ma la sua parte superiore fu successivamente separata dando origine allo stadio Emsiano.

## Definizioni stratigrafiche e GSSP
La base del Praghiano è definita dalla prima comparsa negli orizzonti stratigrafici (alla base del letto 12) dei conodonti della specie Eognathodus sulcatus sulcatus. In vicinanza di questo limite si ha anche la comparsa del Latericriodus steinachensis Morph beta.
 
Come marcatori fossili secondari si possono indicare i tentaculiti delle specie Paranowakia intermedia, Nowakia sororcula (o forse Nowakia kabylica), di poco precedenti, mentre appena al di sopra si ha l'ultima comparsa della Nowakia acuaria s.s..

Il limite cade anche appena al di sotto dell'ultima comparsa dei chitinozoi delle specie Angochitina comosa e Eisenackia bohemica, e della prima comparsa della Gotlandochitina philippoti.  
La comparsa dell'Eognathodus sulcatus sulcatus è ora accettata come parte della suddivisione in zone conodontiche identificate anche in Germania, Austria, Cina, Australia, Nevada e Canada.
Il limite superiore è dato dalla prima comparsa del Polygnathus kitabicus (in precedenza noto come Polygnathus dehiscens). 

### GSSP
Il GSSP, il profilo stratigrafico di riferimento della Commissione Internazionale di Stratigrafia, è localizzato nella cava di pietra di Valká Chuchle, situata a circa otto km a sud-ovest del centro di Praga, sulla strada che va da Praha-Velká Chuchle a Slivenec sulla via "V Dolich", (Přídolí), nella riserva naturale "Homolka" nel distretto di Praga 5.

## Suddivisioni
Il Praghiano viene suddiviso in tre biozone conodontiche:
- Zona del Polygnathus pireneae
- Zona dell'Eognathodus sulcatus kindlei
- Zona dell'Eognathodus sulcatus sulcatus